# Marino Riccardi
Marino Riccardi (Rímini, 9 de julio de 1958) desde el 1 de octubre de 2016 1 de abril de 2017 fue uno de los dos capitanes regentes (Jefes de Estado y Gobierno) de la República de San Marino. Es miembro del Partido de los Demócratas (Partito dei Democratici, en italiano).
Riccardi ocupó el puesto de Capitán Regente desde el 1 de octubre de 1991 hasta el 31 de marzo de 1992 junto con Edda Ceccoli, y desde el 1 de abril de 2004 hasta el 30 de septiembre de ese mismo año junto con Paolo Bollini.
- Datos: Q557019
- Multimedia: Marino Riccardi / Q557019